# 136848 Kevanpooler
136848 Kevanpooler este o planetă minoră (asteroid), cu un diametru de 4,711 km, din centura de asteroizi. A fost descoperită pe 25 ianuarie 1998 la stazione osservativa di Asiago Cima Ekar⁠(d) de Ulisse Munari⁠(d). 
Obiectul prezintă o orbită caracterizată de o semiaxă mare de 2,7802266632833 UAi, o excentricitate de 0,28759775215945, o înclinație de 9,5329435014099 ° în raport cu ecliptica.